# 舒艾卜·本·艾哈迈德
舒艾卜·本·艾哈迈德 （阿拉伯语：‎，转写：Shu'ayb ibn Ahmad）是克里特埃米爾國的第八位埃米尔，月940-943年在位。
现存的关于克里特埃米尔国的内部情况及统治者的史料非常零碎。他可能是第七位埃米尔艾哈迈德·本·欧麦尔之子，克里特岛的征服者，第一位埃米尔阿布·哈夫斯·欧麦尔·伊格里蒂希的四世孙。他于约940年至约943年在位，继承其父之位，后由其兄弟阿里·本·艾哈迈德继位。

## 引用
1. ↑  Miles 1964，第11–15頁.
2. ↑  Canard 1971，第1085頁.